# 보니타 그랜빌

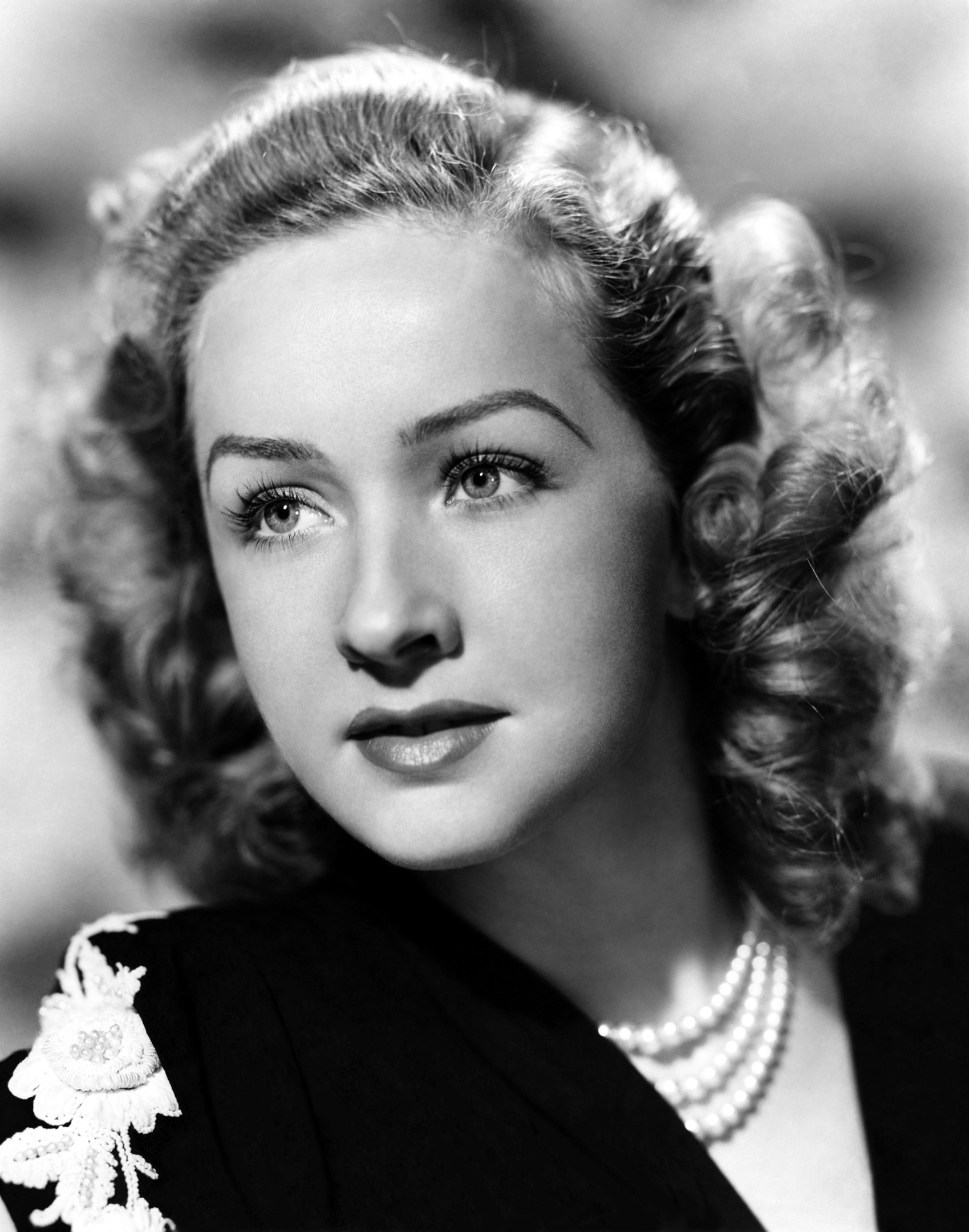

보니타 그랜빌(Bonita Granville, 1923년 2월 2일 ~ 1988년 10월 11일)는 미국의 배우, 영화배우, 영화 프로듀서이다.
시카고에서 태어났으며 샌타모니카에서 사망하였다. 사인은 암이다.

## 영화
- 고독한 방랑자의 전설 (1981년)
- 매직 오브 래시 (1978년)
- 래시 - 크리스마스 테일 (1963년)
- 론 레인저 (1956년)
- 클라이막스! (1954년)
- 달려라 래시 (1954년)
- 러브 래프 앳 앤디 하디 (1946년)
- 더 글래스 키 (1942년) - 오팰 스닙 매드빅 역
- 나우 보이저 (1942년) - 준 베일 역
- 모탈 스톰 (1940년) - 엘사 역
- 이스케이프 (1940년) - 우슬라 어 스튜던트 역
- 하드 투 겟 (1938년)
- 메레리 위 리브 (1938년)
- 화이트 배너스 (1938년)
- 프라우 앤 더 스타 (1936년)
- 이 세 사람 (1936년) - 메리 틸포드 역
- 황무지 (1935년)
- 캐벌케이드 (1933년)